# Kit-Cat Club
Kit-Cat Club – klub polityczno-literacki w Londynie, który założył brytyjski pisarz, dziennikarz i polityk Joseph Addison na początku XVIII wieku. Spotykali się w nim Wigowie; przedstawiciele zarówno świata sztuki jak i polityki; Richard Steele, Daniel Defoe, Robert Walpole, Charles Townshend i wielu innych. 
Nazwa Kit-Cat Club pojawia się po raz pierwszy w 1705 roku, lecz możliwe, że jego poprzednim wcieleniem był założony ok. 1699 roku „Zakon Toastów” (Order of the Toast). Horatio Walpole, syn Sir Roberta, stwierdzał, że „choć o Kit-Cat Club uchodzi powszechnie za bandę wigów, była to grupa prawdziwych patriotów, którzy uratowali Brytanię”.